# Monts Kinoumbou (Moudzanga)
Die Monts Kinoumbou sind ein Höhenzug der Republik Kongo. Sie erreichen eine Höhe von ca. 430 m.

## Geographie
Der Höhenzug liegt zentral im kongolesischen Departement Bouenza, östlich des Flusses Nkabi beim Ort Moudzanga. Die P 8 verläuft an der West- und Nordflanke des Berges und wendet sich dann nach Norden. Nach Westen öffnet sich der Gebirgszug zur Flussebene des Mpouma in Richtung auf Madingou. Im Südwesten liegt der niedrige sich die Mont Nkomo (262 m), an der Ostflanke des Berges entspringen Quellbäche des Bango, welcher von dort in stark mäandrierendem Lauf nach Norden fließt.
Ein weiterer gleichnamiger Höhenzug (Monts Kinoumbou (Kimbonga), ⊙) liegt etwa 50 km weiter südwestlich bei Kimbonga. Er erreicht eine Höhe von 784 m.